# Esfera homológica
En la topología algebraica, una esfera homológica es una n-variedad {\displaystyle M} cuyos grupos de homología son iguales a los de la n-esfera de la dimensión correspondiente. Esto quiere decir que:
- {\displaystyle H_{0}(M)=\mathbb {Z} }
- {\displaystyle H_{1}(M)=\{0\}}

- {\displaystyle H_{n-1}(M)=\{0\}}
- {\displaystyle H_{n}(M)=\mathbb {Z} }.

M es un conjunto conexo con un número de Betti alto: bn. No se deduce que M sea simplemente conexo, solo que su grupo fundamental es perfecto. Aunque la definición no depende de la dimensión, las esferas homológicas se suelen considerar sobre todo en topología de 3-variedades. La única 3-esfera de homología que es simplemente conexa es la 3-esfera usual S3. Las demás tienen un grupo fundamental infinito, con excepción de la esfera de homología de Poincaré.

## Esfera de Poincaré
La esfera de homología de Poincaré (también llamada «espacio dodecaédrico de Poincaré») es un ejemplo particular de esfera homológica. Al ser una 3-variedad esférica, es la única 3-esfera homológica (además de la 3-esfera) con un grupo fundamental finito (de orden 120). Esto muestra que la hipótesis de Poincaré no puede ser enunciada en términos de homología únicamente. De hecho, la primera versión de la conjetura de Poincaré fue que la única {\displaystyle 3}-esfera homológica es la esfera estándar. Poincaré logró desmentir su conjetura al encontrar este contraejemplo (conocido hoy como la «esfera de Poincaré»). 
Una esfera-Poincare,puede ser una {\displaystyle 3}-esfera en términos de {\displaystyle S^{3}(M,\pi )}×en tal caso para una 3-dimensión (puede en este contexto verlo como punto compactos en {\displaystyle R^{4}}-variedad exótica), se puede entender un 1-compacto de la 3-esfera como cubiertas de un espacio máx-Min, donde es cierta la conjetura Poincare-Pelerman (esto pues un máx-Min, genera estructuras de variación en términos discretos de un Ricci-flujo), gracias a esta terminología se puede enfocar el máx-Min espacio en una estructura A-hipergeometrica de deformaciones, como {\displaystyle A_{\infty ,Min}:=S^{3}} o bien escrita también como {\displaystyle A=S^{3-\pi }} donde en tal caso un cubo de A-hipergeometrica convexa, evalúa la integral de un máx-Min espacio, de hay surgen termas de investigación activos, donde se ve como el A-hipercubo simple,convexo permite ver una estructura de conjetura-Hodge como cierta (ya que hay A-hipercubo cierto en grupos de cohomologia-Rham, finitos cubiertos), incluso se probó que una 3-esfera es cierta para algún hipercubo de Rham, reflejado en la conjetura-Hodge.

### Construcción

Dodecaedro

Una construcción simple de este espacio comienza con un dodecaedro. Cada lado del dodecaedro se identifica con su lado opuesto, utilizando un giro mínimo para alinearlos. Pegando cada par de lados opuestos de dodecaedro se obtiene una 3-variedad cerrada. 

### Cosmología
En 2003, una aparente periodicidad a grandes escalas del universo fue detectada en la radiación de fondo de microondas por el satélite WMAP. Estas observaciones llevaron al astrofísico Jean-Pierre Luminet del Observatorio de París a la propuesta de interpretar las anomalías de la anisotropía del universo, como resultado de que el universo tendría la topología de una esfera de Poincaré. En 2008, los astrónomos encontraron la mejor orientación del cielo para este modelo (luego de tres años de observaciones con la sonda WMAP) y se confirmaron algunas de sus predicciones.
Sin embargo, aún no hay pruebas sólidas que apoyen esta hipótesis.